# Avenue d'Épernay
 (août 2022).
L’avenue d'Épernay  est une voie de la commune française de Reims, située au sein du département de la Marne, en région Grand Est.

## Situation et accès
L'avenue d'Epernay appartient administrativement au quartier Bois-d'Amour, Quartier Maison-Blanche - Sainte-Anne - Wilson à Reims et au Quartier Croix-Rouge.
Elle relie l'avenue de Paris au boulevard Bonaparte, c'est l'ancienne route de Reims à Épernay.
Elle est à double sens, part du niveau de la Vesle pour monter sur la butte sainte-Geneviève.

## Origine du nom
Elle porte le nom de la ville d'Épernay depuis 1887.

## Bâtiments remarquables
- La Gare de Franchet d'Esperey,
- L'hippodrome de Reims,
- le CHU de Reims,
- un campus de NEOMA Business School,
- L'hôpital Maison Blanche,
- La Médiathèque Croix-Rouge.